# مبارك راعي الفحماء
مبارك فالح رجعان راعي الفحماء، من مواليد 1937، وتوفي في 1 سبتمبر 2004 ، نائب سابق في مجلس الأمة الكويتي، وهو أخ النائب عبد الله فالح راعي الفحماء.

## السيرة البرلمانية
ترشح في انتخابات مجلس الأمة الكويتي 1975 وحصل على المركز السابع في الدائرة العاشرة برصيد 1193 صوت وسقط بالانتخابات ، وشارك في انتخابات مجلس الأمة الكويتي 1981 وحصل على المركز الثاني في الدائرة الثالثة والعشرون برصيد 934 صوت وفاز بالانتخابات ، وشارك في انتخابات مجلس الأمة الكويتي 1985 وحصل على المركز الأول في الدائرة الثالثة والعشرون برصيد 1283 صوت وفاز بالانتخابات ، وشارك في انتخابات مجلس الأمة الكويتي 1999 وحصل على المركز السابع في الدائرة الثالثة والعشرون برصيد 260 صوت وسقط بالانتخابات.